# Mysidopsis cathengelae
Mysidopsis cathengelae är en kräftdjursart som beskrevs av Gleye 1982. Mysidopsis cathengelae ingår i släktet Mysidopsis och familjen Mysidae. Inga underarter finns listade i Catalogue of Life.